# إدي بيرك
إدي بيرك هو لاعب هوكي الجليد كندي، ولد في 2 يونيو 1905 في تورونتو في كندا، وتوفي في 7 أكتوبر 1993.

## وصلات خارجية
- إدي بيرك على موقع دوري الهوكي الوطني (الإنجليزية)
- إدي بيرك على موقع قاعة مشاهير الهوكي (لاعب أن.إتش.أل) (الإنجليزية)
- إدي بيرك على موقع EliteProspects.com (الإنجليزية)
- إدي بيرك على موقع HockeyDB.com (الإنجليزية)
- إدي بيرك على موقع Hockey-Reference.com (الإنجليزية)